# Лики смерти (фильм, 1993)
Лики смерти  (англ. Traces of Death), также Следы смерти — американский direct-to-video, Z movie мондо-фильм, вышедший 20 апреля 1993 года. Содержит в себе видеоматериалы, изображающие различные сцены фальшивых смертей и реальные сцены насилия.
В отличие от раннего фильма Лица смерти (1979), который состоит из сцен ненастоящих постановочных смертей, Лики смерти, главным образом, состоит из реальных кадров несчастных случаев, а также нелицензированных и публичных кадров из других фильмов. Фильм запрещён в Великобритании Британским советом по классификации фильмов как фильм, не имеющий «журналистского, образовательного или другого оправдывающего показ контекста» (англ. journalistic, educational, or other justifying context for the images shown). Режиссёр, сценарист и голос за кадром — Дэймон Фокс. После релиза первой части вышло четыре сиквела. Первый сиквел, Лики смерти 2 (англ. Traces of Death II), вышел в следующем, 1994 году. Затем последовал фильм Лики смерти 3 (англ. Traces of Death III) (1995), Лики смерти 4: Воскрешение (Traces of Death IV: Resurrected) (1996) и Лики смерти 5: Снова в строю (англ. Traces of Death V: Back in Action) (2000).

## Сцены
Среди сцен в антологии фильмов Лики Смерти присутствуют:
- Сцена самоубийства казначея штата Пенсильвания Бадда Дуайера на пресс-конференции (Лики смерти 1).
- Взрывы на Маркале в Сараево, в которых погибли 68 человек (Лики смерти 4).
- Убийство Марицы Мартин её бывшим мужем Эмилио Нуньесом в прямом эфире во время интервью для телеканала Telemundo USA в 1993 году (Лики смерти 1).
- Попытка самоубийства грабителя Терри Россленда в 1989 году (Лики смерти 1).
- Полицейская погоня за беглецом Филлипом Хатчинсоном, которого застрелил полицейский при попытке задержания (Лики смерти 1).
- Убийство убийцы-насильника Джеффа Доуса Гари Плоше, отцом одной из жертв Доуса (Лики смерти 2).
- Смертельное падение с высоты акробата-канатоходца Карла Валленды (Лики смерти 2).
- Акция протеста ВИЧ-активиста Дэниела Джонса, окончившаяся самоубийством (Лики смерти 5).
- Кадры с места покушения на убийство Бориса Березовского и демонстрация обезглавленного тела водителя бизнесмена (Лики смерти 3).
- Столкновения в Москве 1 мая 1993 года, окончившиеся гибелью сотрудника ОМОНа (Лики смерти 2).
- Раскопки мумии Этци (Лики смерти 4).
- Начало прямого эфира на телеканале BBC штурма посольства Ирана в Лондоне в 1980 году (Лики смерти 1).

Другие материалы в фильмах антологии включают: кадры жестокого обращения с животными (травля собак на отловленных зверей, коррида, собачьи и петушиные бои, несчастные случаи с дикими животными), демонстрация обезображенных детских трупов, последствия террористических актов и массовых народных волнений, демонстрация и расчленение кадавров судмедэкспертами, видеосъемки и фотографии с мест убийств, автомобильных и железнодорожных аварий (большая часть взята из антологии японских фильмов схожего жанра под названием Dead Files (1989-1996), действия которых происходит в Таиланде и странах Латинской Америки).
В фильмах также демонстрируют несмертельные случаи с визуально отталкивающими сценами (такие, как пирсинг интимных мест, пластические операции (в том числе, по смене пола), получение травм различных степеней тяжести, случаи осложнений хронических заболеваний, массовые драки), а также постановочные смерти (например, псевдо-самоубийство продюсера проекта Даррина Рамаджа в Лики Смерти 5 или кадры, взятые из мондо-фильма 1975 года Дикий человек — дикий зверь (эпизоды убийства туриста львами в саванне и жестокого расчленения живьём индейца латиноамериканскими наёмниками)).
Начиная с фильма Лики смерти 2, в фильме используется дэт-метал- и грайндкор-музыка. Оригинальный фильм Лики смерти в основном включает в себя композиции из саундтреков к фильмам ужасов B-категории.
Серия фильмов Лики смерти выпускается Даррином Рамаджем, главой компании Brain Damage Films, которая специализируется, главным образом, на выпуске низкобюджетных независимых хоррор-фильмов, таких как Глаз стервятника (англ. Vulture's Eye), Странное случается на закате и Terror Toons.